# Рестриктивна кардіоміопатія
Рестриктивна кардіоміопатія — форма кардіоміопатії, що зустрічається найчастіше у дітей. Проявляється ендоміокардіальним фіброзом та ендокардіальним фіброеластозом. Цим обом захворюванням властивий фіброз ендокарду з його потовщенням, що супроводжується утрудненням випороження порожнин серця, розвитком гіпертрофії міокарду, а потім серцевої недостатності без дилатації серця. При ендоміокардіальному фіброзі, окрім ендокарду, уражаються й внутрішні шари міокарду.
Захворювання починається у дитячому або юнацькому віці зі скарг на слабкість, втомлюваність. Надалі розвивається серцева, часто правошлуночкова недостатність.